# Kufra Airport
Kufra Airport (arabiska: مطار الكفرة) är en flygplats i Libyen.   Den ligger i distriktet Al Kufrah, i den sydöstra delen av landet, 1 400 km sydost om huvudstaden Tripoli. Kufra Airport ligger 416 meter över havet.
Terrängen runt Kufra Airport är huvudsakligen platt. Kufra Airport ligger uppe på en höjd.  Trakten runt Kufra Airport är nära nog obefolkad, med mindre än två invånare per kvadratkilometer. Närmaste större samhälle är Al Jawf, 3,2 km nordväst om Kufra Airport. Trakten runt Kufra Airport är ofruktbar med lite eller ingen växtlighet.